# بوب كونستابل
بوب كونستابل (بالإنجليزية: Bob Constable)‏ هو لاعب كرة قدم أسترالية أسترالي، ولد في 14 أبريل 1932.

## وصلات خارجية
- بوب كونستابل على موقع AustralianFootball.com (الإنجليزية)
- بوب كونستابل على موقع AFLtables.com (الإنجليزية)